# 程旭 (核科学家)
程旭，上海交通大学核科学与工程学院教授，主要从事核反应堆工程、先进核能系统等方面的研究工作。入选中华人民共和国教育部第七批"长江学者"特聘教授，曾就读于西安交通大学。